# Bourse du Rwanda
La Bourse du Rwanda (en anglais: Rwanda Stock Exchange Limited), est la bourse du Rwanda, a été constituée le 7 octobre 2005 dans le but de réaliser des opérations boursières. La Bourse a été démutualisée dès le départ, elle a été enregistrée comme société anonyme. L'entreprise a été officiellement lancée le 31 janvier 2011.

## Histoire
Les portes de la bourse ont ouvert leurs portes le 31 janvier 2011. Ce jour a coïncidé avec le premier jour de cotation des actions de la seule brasserie du Rwanda, Bralirwa, qui se négocie sous le symbole BLR. La Bourse du Rwanda a remplacé le Rwanda Over The Counter Exchange, en activité depuis janvier 2008, avec deux sociétés cotées, à savoir le Kenya Commercial Bank Group (KCB) coté le 18 juin 2009 et le National Media Group (NMG) coté le 2 novembre 2010 .

## Expansion
Après avoir lancé les succès Bralirwa en tant qu'introduction en bourse (IPO) pionnière, la deuxième introduction en bourse de RSE a été celle de la Banque de Kigali, lancée le 31 juin 2011 . Le 14 avril 2015, Crystal Ventures a annoncé son intention de lancer une offre publique initiale (IPO) à la Bourse du Rwanda de sa filiale en propriété exclusive, Crystal Telecom . Crystal Telecom détient une participation de 20 % dans MTN Rwanda, la plus grande entreprise de télécommunications du pays.
En février 2011, la Banque nationale du Rwanda, la banque centrale du pays, a engagé la Central Depository and Settlement Corporation (CDSC), une société du kenya, pour servir la Bourse du Rwanda pendant un an et former le personnel rwandais jusqu'à ce que le Rwanda puisse démarrer et exploiter sa Bourse. propre registre des valeurs mobilières . Le 7 décembre 2012, RSE a lancé l' indice des actions de la Bourse du Rwanda (RSESI), un indice de référence de performance pondéré par la capitalisation boursière, calculé de manière indépendante et fondé sur des règles, pour les actions de la Bourse du Rwanda .

## L'avenir
Depuis avril 2014 , le RSE négocie cinq sociétés cotées locales et d'Afrique de l'Est et effectue également des négociations sur trois instruments à revenu fixe d'État et un d'entreprise . Le RSE opère dans les différents établissements comme l'association avec la Bourse de Nairobi au Kenya, la Bourse de Dar es Salaam en Tanzanie et la Bourse des valeurs de l'Uganda . Il est prévu d'intégrer les quatre bourses pour former une bourse unique d'Afrique de l'Est . En janvier 2016,l' afrique de l'Est a rapporté que trois introductions en bourse étaient en cours .

## Cotation sur le marché
| Numero | Symbole | Entreprise                    | ISIN-Code    | Notes                                          |
| ------ | ------- | ----------------------------- | ------------ | ---------------------------------------------- |
| 1.     | BRL     | Bralirwa                      | RW000A1H63N6 | Brewing, Bottling                              |
| 2.     | KCB     | Kenya Commercial Bank Group   | KE0000000315 | Banking, Finance                               |
| 3.     | NMG     | Nation Media Group            | KE0000000380 | Publishing, Printing, Broadcasting, Television |
| 4.     | BOK     | Bank of Kigali                | RW000A1JCYA5 | Banking, Finance                               |
| 5.     | USL     | Uchumi Supermarkets           | KE0000000489 | Supermarkets                                   |
| 6.     | EQTY    | Equity Group Holdings Limited | KE0000000554 | Banking, Finance                               |
| 7.     | CTL     | Crystal Telecom Rwanda        | RW000A14UYP4 | Mobile telephony                               |
| 8.     | IMR     | I&amp;M Bank Rwanda Limited   | RW000A2DN989 | Banking, Finance                               |
| 9.     | RHB     | RH Bophelo                    | ZAE000244737 | Healthcare, Investments                        |
| 10.    | CMR     | Cimerwa Cement Limited        |              | Cement                                         |
| 11.    | MTNR    | MTN Rwandacell Plc            |              | Telecommunications                             |

- Kenya Commercial Bank Group et Nation Media Group sont principalement cotés à la Bourse de Nairobi . Ils sont cotés à la Bourse du Rwanda, à la Bourse de Dar es Salaam et à la Bourse des valeurs de l'Ouganda[17],[18].
- Uchumi Supermarkets est principalement coté à la Bourse de Nairobi et est coté à la Bourse du Rwanda et, depuis 2014, à la Bourse des valeurs de l'Ouganda et à la Bourse de Dar es Salaam[19].
- Equity Group Holdings Limited est principalement cotée à la Bourse de Nairobi (2006). Elle est cotée à la Bourse des valeurs de l'Ouganda (2009) et à la Bourse du Rwanda (2015)[14].
- RH Bophelo est coté à la bourse de Johannesbourg en juin 2020. Il s'agit de la première société non originaire d'Afrique de l'Est à être cotée en bourse[20].

## Voir également
- Économie du Rwanda
- Liste des bourses africaines